# نيكول ماريستشكا
نيكول ماريستشكا (بالألمانية: Nicole Marischka) (و. 1968 – م) هي ممثلة، وممثلة مسرحية، وممثلة أفلام، ومغنية من ألمانيا. ولدت في ميونخ.

## وصلات خارجية
- نيكول ماريستشكا على موقع IMDb (الإنجليزية)
- نيكول ماريستشكا على موقع ألو سيني (الفرنسية)
- نيكول ماريستشكا على موقع أول موفي (الإنجليزية)
- نيكول ماريستشكا على موقع قاعدة بيانات الأفلام السويدية (السويدية)
- نيكول ماريستشكا على موقع قاعدة بيانات الفيلم (الإنجليزية)
- نيكول ماريستشكا على موقع كينوبويسك (الروسية)
- نيكول ماريستشكا على موقع كينوبويسك (الروسية)